# Rochester Lancers 1972
Questa pagina raccoglie i dati riguardanti i Rochester Lancers nelle competizioni ufficiali della stagione 1972.

## Stagione
I Lancers vennero affidati a Adolfo Gori, nel duplice ruolo di allenatore-giocatore. La squadra di Rochester giunse secondo nella Northern Division e, venne eliminato in semifinale dai futuri campioni del N.Y. Cosmos.
La squadra partecipò, unica franchigia della storia della NASL a farlo, anche alla CONCACAF Champions' Cup 1971, ottenendo il quarto posto nel girone finale del torneo disputato a Città del Guatemala.

## Organigramma societario
Area direttiva
- Proprietario: Charles Schiano
- Co-proprietari : Nuri Sabuncu, Tony Pullano
- Presidente del consiglio di amministrazione: Pat Dinolfo
- Vice-presidente esecutivo: Nuri Sabuncu
- Tesoriere: Tony Pullano

Area tecnica
- Allenatore: Adolfo Gori
- Preparatore: Joe Sirianni

## Rosa
| N. |                        | Ruolo | Calciatore                  |
| -- | ---------------------- | ----- | --------------------------- |
| 1  | Brasile (bandiera)     | P     | Claude Campos               |
| 1  | Giamaica (bandiera)    | P     | Danville Clark              |
| 1  | Stati Uniti (bandiera) | P     | Ron Mella                   |
| 2  | Stati Uniti (bandiera) | D     | Gary Barone                 |
| 3  | Scozia (bandiera)      | D     | Charlie Mitchell (capitano) |
| 4  | Italia (bandiera)      | C     | Adolfo Gori                 |
| 5  | Inghilterra (bandiera) | D     | Peter Short                 |
| 6  | Argentina (bandiera)   | C     | Francisco Escos             |
| 7  | Haiti (bandiera)       | A     | Edner Breton                |
| 8  | Ghana (bandiera)       | A     | Gladstone Ofori             |

| N. |                        | Ruolo | Calciatore          |
| -- | ---------------------- | ----- | ------------------- |
| 9  | Germania (bandiera)    | A     | Manfred Seissler    |
| 10 | Ghana (bandiera)       | C     | Frank Odoi          |
| 11 | Brasile (bandiera)     | A     | Carlos Metidieri    |
| 12 | Brasile (bandiera)     | A     | Eli Durante         |
| 14 | Uruguay (bandiera)     | D     | Roberto Lonardo     |
| 16 | Italia (bandiera)      | C     | Carlo Dell'Omodarme |
| 16 | Messico (bandiera)     | C     | Francisco Ulibarri  |
| 17 | Brasile (bandiera)     | D     | Paulo Ferreira      |
| 18 | Brasile (bandiera)     | A     | Iris DeBrito        |
|    | Stati Uniti (bandiera) | P     | Cal Kern            |

## Risultati

### CONCACAF Champions' Cup

#### Primo turno Nord America
| Rochester (New York) 19 settembre 1971 1º turno - Andata | Rochester Lancers | 4 – 1 | PHC Zebras | Aquinas Memorial Stadium (2 500 spett.) |
| \| \| \| \| \| ? , Metidieri \| Marcatori \| ? \|        |                   |       |            |                                         |
|                                                          |                   |       |            |                                         |
| ? , Metidieri                                            | Marcatori         | ?     |            |                                         |

| Hamilton (Bermuda) 31 ottobre 1971 1º turno - Ritorno | PHC Zebras | 3 – 1 (d.t.s.) | Rochester Lancers |  |
| \| \| \| \| \| ? \| Marcatori \| Seissler \|          |            |                |                   |  |
|                                                       |            |                |                   |  |
| ?                                                     | Marcatori  | Seissler       |                   |  |

#### Fase finale
| Città del Guatemala 12 marzo 1972 1ª giornata                    | Rochester Lancers | 2 – 0 | Transvaal | (42 000 spett.) |
| \| \| \| \| \| Durante 33’, Dell'Omodarme 73’ \| Marcatori \| \| |                   |       |           |                 |
|                                                                  |                   |       |           |                 |
| Durante 33’, Dell'Omodarme 73’                                   | Marcatori         |       |           |                 |

| Città del Guatemala 15 marzo 1972 2ª giornata                     | Rochester Lancers | 1 – 1       | Cruz Azul | (30 000 spett.) |
| \| \| \| \| \| Seissler 69’ (rig.) \| Marcatori \| 62’ Desachy \| |                   |             |           |                 |
|                                                                   |                   |             |           |                 |
| Seissler 69’ (rig.)                                               | Marcatori         | 62’ Desachy |           |                 |

| Città del Guatemala 19 marzo 1972 3ª giornata                    | Rochester Lancers | 2 – 0 | Estrella | (35 000 spett.) |
| \| \| \| \| \| Mitchell 23’ (rig.), Escos 31’ \| Marcatori \| \| |                   |       |          |                 |
|                                                                  |                   |       |          |                 |
| Mitchell 23’ (rig.), Escos 31’                                   | Marcatori         |       |          |                 |

| Città del Guatemala 23 marzo 1972 4ª giornata                                           | Rochester Lancers | 1 – 3                                    | Comunicaciones | (43 000 spett.) |
| \| \| \| \| \| Seissler 79’ \| Marcatori \| 32’ Sandoval, 44’ (rig.) de León, Molina \| |                   |                                          |                |                 |
|                                                                                         |                   |                                          |                |                 |
| Seissler 79’                                                                            | Marcatori         | 32’ Sandoval, 44’ (rig.) de León, Molina |                |                 |

| Città del Guatemala 26 marzo 1972 5ª giornata  | Rochester Lancers | 0 – 1        | Alajuelense |  |
| \| \| \| \| \| \| Marcatori \| 75’ Elizondo \| |                   |              |             |  |
|                                                |                   |              |             |  |
|                                                | Marcatori         | 75’ Elizondo |             |  |